# Marta Paulat
Marta Paulat (ur. 1977 w Kozienicach) – polska malarka, autorka instalacji i obiektów przestrzennych.

## Życiorys
W latach 1997–2002 studiowała na Wydziale Malarstwa Akademii Sztuk Pięknych w Warszawie. Dyplom uzyskała 2002 w pracowni Jarosława Modzelewskiego. W latach 2011–2015 odbyła studia doktoranckie w Instytucie Sztuk Pięknych przy Uniwersytecie Jana Kochanowskiego w Kielcach, gdzie uzyskała stopień doktora sztuki w 2015. Od tegoż roku wykłada Przestrzenne Struktury Wizualne w Katedrze Architektury Wnętrz w Polsko-Japońskiej Akademii Technik Komputerowych w Warszawie.

## Twórczość
Poza malarstwem sztalugowym (olej, akryl) tworzy kompozycje przestrzenne, kolaże, asamblaże, miękkie rzeźby, podkreślając malarskość takich obiektów. Nośnikiem artystycznego przekazu jej prac jest forma, kolor, faktura, zaś punktem wyjściowym – szeroko pojęta figuratywność, nierzadko płynnie przechodząca w formy abstrakcyjne (np. cykl Organizmy).

## Ważniejsze wystawy
(wg źródeł)

### Indywidualne
- 2006 – „Bracia i siostry”, Galeria Nowa, Poznań
- 2005 – „więzy krwi”, Galeria Promocyjna, Warszawa
- 2004 – „wakacje nad morzem czerwonym”, Galeria Nova, Kraków

### Zbiorowe
- 2005 – 100 finalistów konkursu „Obraz Roku 2004”, Królikarnia, Oddział Muzeum Narodowego, Warszawa
- 2004–2005 – „Polish Young Art”, Galeria Program, Warszawa
- 2004 – wystawa „dzika6lubimy184”, Galeria Kuluary przy Galerii Studio, Warszawa
- 2003 – realizacja obrazów na bilbordach, Agencja Zewnętrzna AMS, Warszawa
- 2002 – wystawa „Dyplomy 2002”, sala wystawowa BUW, Warszawa
- 1999, 2000, 2001 – wystawa rysunku studentów, Galeria Prezydenta Miasta Warszawy